# Hedeoma todsenii
Hedeoma todsenii är en kransblommig växtart som beskrevs av R.S. Irving. Hedeoma todsenii ingår i släktet Hedeoma och familjen kransblommiga växter. Inga underarter finns listade i Catalogue of Life.